# Heinrich Ernst Schnare
Heinrich Ernst Schnare (* 23. Januar 1789 in Hörle; † 19. Januar 1844 ebenda) war ein deutscher Ackermann, Richter und Politiker.

## Leben
Schnare war der Sohn des Johann Friedrich Schnare (getauft 5. Februar 1744 in Hörle; † 1. Juli 1807 ebenda) und dessen Ehefrau Henriette Christiane geborene Stoecker (getauft 16. August 1750 in Hörle; † 3. Februar 1815 ebenda). Er war evangelisch und lebte 1809 in einer nichtehelichen Verbindung mit Friederike Bick aus Herbsen. Am 29. November 1809 heiratete er in Hörle Christiane Luise Bick (getauft 8. Februar 1784 in Herbsen; † 10. März 1853 ebenda), die Witwe von Johann Friedrich Schnare (des Bruders von Heinrich Ernst Schnare) und Tochter des Johann Friedrich Wilhelm Bick und der Marie Catharine Brühne. Ludwig Schnare war ein Halbbruder.
Schnare lebte als Landwirt in Hörle. 1816 war er gewählter Kürgenosse von Hörle und ab etwa 1825 dort auch Richter. Er war Mitglied des gewählten Gläubigerausschusses in der Debitsache des 1812 verstorbenen Fürsten Friedrich. Vom 26. Juni 1830 bis zu seinem Tod am 19. Januar 1844 war er Mitglied des Landstandes des Fürstentums Waldeck. Er wurde für den Bauernstand im Oberjustizamt der Diemel gewählt.